# برادي دوغان
برادي دوغان (بالإنجليزية: Brady William Dougan)‏ هو مصرفي أمريكي، ولد في 30 أغسطس 1959 في أوربانا في الولايات المتحدة.

## وصلات خارجية
- برادي دوغان على موقع مونزينجر (الألمانية)